# 현대하이스코
현대하이스코는 대한민국의 철강 기업으로, 현대자동차그룹의 계열사이다. 강관 제품(Steel Pipe)을 생산하고 있으며, 현대자동차와 기아에 자동차용 강판을 공급하기 위하여 11개의 해외 스틸가공센터를 운영하고 있다. 또한 TWB, 하이드로포밍, 핫스태핑 기술을 적용한 차량경량화 부품을 공급하고 있으며, 2015년 7월 1일에 현대제철에 흡수합병되었다.
울산 공장은 1978년 울산 염포만 일대에 대규모 공장을 착공하였다. 산업의 대동맥인 대형 송유관, 유정용 강관, 가스관, 산업용 보일러관, 정밀기계구조용 강관, 자동차용 구조관 등 고부가가치 제품을 생산, 공급하고 아시아 지역의 중국 4개 법인(베이징, 장쑤성, 톈진, 쑤저우)과 인도 첸나이 법인을 비롯하여, 유럽 지역의 4개 법인(체코 노쇼비체, 슬로바키아 질리나, 러시아 상트페테르부르크, 터키 이즈미트) 및 미주 지역의 2개 법인(미국 앨라배마주, 브라질 피라시카바) 등 총 11개 해외스틸가공센터를 운영하고 있다. 또한 미국 휴스턴, 미국 로스앤젤레스, 일본 도쿄에 판매 법인 및 지사를 운영하고 있으며, 인도 현지에 강관 생산을 위하여 ASPI법인을 운영하고 있다.
TWB(Tailor Welded Blanks), 핫스탬핑(Hot-Stamping), 하이드로포밍(Hydro-forming), 열간성형빔(Heated Beam)등의 경량화 제품을 통해 현대/기아차에 공급하고 있으며, 차세대 자동차인 수소연료전지차(Fuel Cell Vehicle)의 자동차용 분리판을 양산하여 현대차의 수소연료전지차에 공급하고 있다. 또한 건물용 연료전지 시스템 개발을 위하여 차세대 에너지 개발에도 역량을 집중하고 있다.
2015년 7월 1일부로 현대제철주식회사에 합병되었다.

## CI 변천사
|                     |
| 1980년대 ~ 1990년대 |

|                   |
| 1990년대 ~ 2000년 |

|                 |
| 2001년 ~ 2011년 |

|                 |
| 2011년 ~ 2015년 |

## 관련 회사
- 현대자동차(주)
- 기아자동차(주)
- 현대제철(주)
- 현대비앤지스틸(주)

## 같이 보기
- 현대모비스
- 현대자동차